# Árpád Duka-Zólyomi
Árpád Duka-Zólyomi (n. 8 mai 1941, Bratislava, Republica Slovacă – d. 26 iulie 2013) a fost un om politic slovac, membru al Parlamentului European în perioada 2004-2009 din partea Slovaciei. A fost ales din partea Partidului Coaliției Maghiare din Slovacia.